# Гулієва Катерина Іванівна
Катерина Іванівна Гулієва ((рос. Екатерина Ивановна Гулиева), (раніше Зав'ялова та Поістогова); 1 березня 1991, місто Арзамас Нижньогородської області РРФСР) — російська легкоатлетка.

## Виступи на Олімпіадах
| Олімпіада   | Дисципліна        | Місце |
| ----------- | ----------------- | ----- |
| Лондон 2012 | біг на 800 метрів | 3     |

Через систематичні вживання допінгу рекомендована до довічної дискваліфікації.
З 28 березня 2024 по 27 березня 2026 року дискваліфікована, також анулювано результати з 17 липня 2012 до 20 жовтня 2014 року та вилучена срібна медаль Олімпійських ігор 2012 року.